# Загадочное убийство
«Загадочное убийство» (англ. Murder Mystery) — детективный комедийный фильм режиссёра Кайла Ньюачека. Фильм вышел во всём мире на Netflix 14 июня 2019 года.

## Сюжет
Ник Спитц (Адам Сэндлер) — сотрудник полиции Нью-Йорка, а его жена Одри (Дженнифер Энистон) — парикмахер. Классическая счастливая пара, много лет прожившая вместе — каждый из супругов терпит другого с большим трудом, но обойтись без него не может. Ник постоянно обманывает жену — чтобы она не расстраивалась; например, он давно лжёт, что стал детективом, хотя уже несколько раз проваливал экзамен. Одри много лет мечтает посетить Европу, как Ник обещал на их свадьбе, но думает, что этого никогда не произойдет. После ужина, посвященного пятнадцатилетию брака, Одри ругается с Ником, который снова лжёт, на этот раз о том, что он уже забронировал тур, и вынужден экспромтом организовать жене поездку во Францию.
В долгом полёте Одри знакомится с молодым англичанином, виконтом Чарльзом Кавендишем, который приглашает Спитцев присоединиться к нему на семейной яхте его дяди, где намечена вечеринка по случаю предстоящей свадьбы пожилого дяди с бывшей невестой Чарльза. Взглянув, как многолюдно и суетно будет в их ранее запланированном автобусном туре, Ник соглашается. На борту яхты Ник и Одри знакомятся с разношёрстной, но давно и хорошо знакомой друг другу компанией гостей: бывшей невестой Кавендиша (и нынешней невестой его дяди) японской моделью Сузи Накамура, его двоюродным братом Тоби Куинсом, знаменитой актрисой Грейс Баллард, старым другом хозяина полковником Уленга, телохранителем полковника Сергеем, махараджей из Мумбаи Викрамом, автогонщиком Формулы-1 Хуаном Карлосом Риверой. И, наконец, с владельцем яхты — миллиардером Малькольмом Куинсом, дядей Кавендиша.
Вечером перед ужином Куинс во всеуслышанье объявляет, что собрал всех на яхте, чтобы в их присутствии подписать новое завещание, по которому никто из них ничего не получит, поскольку все они притворяются, что интересуются им, но на деле интересуются только его деньгами. Единственной наследницей станет его новая жена Сузи; только она, по словам Малькольма, любит именно его. Расстроенная Грейс выбегает из кают-компании, Куинс склоняется над текстом завещания с авторучкой в руке, однако, прежде чем он успевает поставить подпись, неожиданно гаснет свет. Через несколько секунд свет снова включается, и все присутствующие видят мёртвого Куинса, заколотого его собственным раритетным кинжалом.
Ник, которого все считают детективом, приказывает экипажу запереть кают-компанию, а гостям вернуться в свои каюты. Позже той ночью гости находят Тоби, единственного сына Куинса, мертвым в результате очевидного самоубийства. По прибытии в Монте-Карло гостей допрашивает инспектор Лоран де ля Круа, который в конце концов приходит к выводу, что основное подозрение в убийствах должно пасть на Ника и Одри.
На Гран-при Монако Ник и Одри начинают расспрашивать гостей. Ночью Сергей зазывает их в свой гостиничный номер, где рассказывает, что когда-то, много лет назад, полковник Уленга получил тяжелейшее ранение, спасая жизнь Малькольму Куинсу. И, пока он лежал в коме, Куинс-старший женился на женщине, которая была невестой полковника Уленги. Брак закончился её смертью при родах и рождением мертвого сына. В этот момент кто-то стучится в номер, Спитцы прячутся в шкаф, а выйдя, обнаруживают, что Сергей застрелен сквозь дверь. Супруги отважно вылезают из окна гостиницы и идут по карнизу, высоко над землей. Сначала они видят в окно, как полковник в своём номере чистит зубы на ночь, а потом, забравшись через открытое окно в соседний номер и спрятавшись под кроватью, слышат, как над ними целуются махараджа и Грейс. Всё это практически исключает возможность того, что Сергея застрелил кто-то из них. Убегая, супруги слышат в теленовостях, что де ля Круа выдал ордер на их арест. Одри приходит в ярость, узнав, что Ник на самом деле не детектив и соврал насчет бронирования поездки заранее, в гневе она бросает Ника одного и уезжает с Кавендишем.
Ник следит за Сузи, вошедшей в здание городской библиотеки. Неожиданно он натыкается на Одри, поскольку Кавендиш также зашёл в то же самое здание, а Одри надоело ждать его в машине. Спитцы приходят к выводу, что Кавендиш и Сузи все еще влюблены друг в друга и, по-видимому, убийцы. В зале библиотеки неизвестный в плаще и маске открывает огонь, Ник и Одри опрокидывают на него шкафы с книгами и выбегают на улицу, где неожиданно сталкиваются с Риверой. Затем они встречают вооружённую Сузи и вступают с ней в спор, во время которого ей в горло втыкается ядовитая стрелка, выпущенная всё тем же неизвестным в маске. Ник пытается стрелять из подобранного пистолета Сузи, но он тот ещё стрелок, заваливший в полицейском департаменте Нью-Йорка все зачётные стрельбы, и вынужден кидаться в убийцу всем, что попалось под руку. Один раз он попадает удачно, прямо в голову, и супругам удаётся скрыться. Ник и Одри отправляются в особняк Куинса, чтобы поговорить с Кавендишем, но находят его мёртвым со следами отравления. Пара вызывает де ля Круа и оставшихся гостей: полковника, Грейс, Викрама и Риверу
У каждого из оставшихся в живых, на первый взгляд, есть алиби. Но Ник всё-таки полицейский, а Одри обожает детективные романы и знает назубок множество классических описаний преступлений и типовых следственных ситуаций. Мгновенно проанализировав всю имеющуюся информацию, Ник и Одри одновременно приходят к выводу, что убийца — Грейс. Она была в сговоре с Тоби, это она, выбежав из кают-компании, выключила свет, чтобы Тоби успел заколоть собственного отца, а ночью застрелила своего сообщника. В ответ на обвинение Грейс рассказывает, что она — тот самый ребенок Куинса, который якобы «умер» (родилась девочка, а не мальчик-наследник, о котором страстно мечтал миллиардер), и что его деньги по праву принадлежат ей, хотя и отрицает, что совершила все эти убийства. Одри мгновенно находит способ доказать ее вину — де ля Круа обнаруживает, что Грейс скрывала под роскошной шляпкой порез, нанесённый разбившейся сувенирной тарелкой, которой Ник отбивался, когда она в маске напала на Спитцев с Риверой и случайно убила Сузи, и арестовывает её. Грейс, размахивая пистолетом, захватывает в заложники Одри, но никудышный стрелок Ник выхватывает револьвер из кобуры на поясе стоящего рядом полковника и в кои-то веки попадает первым же выстрелом в правое плечо убийцы.
Во время празднования поимки преступника махараджа удивлённо говорит Нику и Одри, что Грейс, вероятно, действительно причастна к смерти Куинса и Тоби, но убить Сергея она просто не могла — перед тем, как подняться в номер, Викрам и Грейс вместе провели в баре целый час. Следовательно, у Грейс был сообщник. Они понимают, что вторым убийцей может быть только Ривера, который всю жизнь считал Куинса, экономившего в своей команде «Формулы-1» на системах безопасности, главным виновником давнего несчастного случая, в результате которого отец Риверы, тоже гонщик, потерял обе ноги. Ривера захватывает в заложники инспектора де ля Круа и уезжает на одной из полицейских машин, предварительно прострелив колёса всем остальным. Спитцы решительно угоняют стоявший рядом роскошный «Феррари» и бросаются следом. Правда, торопливо запрыгнув в автомобиль, они обнаруживают, что машина праворульная, поэтому за рулём оказывается не Ник, а Одри, и пересаживаться некогда. Начинается автомобильная погоня, в результате машина Риверы разбита, а де ля Круа спасён. Выбравшийся из обломков на дорогу Ривера берёт на прицел всех троих, но тут его сбивает туристический автобус. Тот самый, на котором Ник и Одри изначально должны были ехать в тур.
Де ля Круа благодарит супругов Спитц и обещает, что Интерпол и французская полиция сообщат в Нью-Йорк о его выдающейся роли в этом расследовании и сделают всё, чтобы помочь ему по возвращении всё-таки получить повышение и стать детективом. Фильм заканчивается тем, что Ник и Одри продолжают свой отпуск в вагоне-ресторане легендарного «Восточного экспресса», билеты на который им презентовал Интерпол.

## В ролях
| Актёр                   | Роль                                                               |
| ----------------------- | ------------------------------------------------------------------ |
| Адам Сэндлер            | Ник Спитц, сержант полиции Нью-Йорка                               |
| Дженнифер Энистон       | Одри Спитц, парикмахер                                             |
| Люк Эванс               | виконт Чарльз Кавендиш                                             |
| Джемма Артертон         | Грейс Баллард, знаменитая актриса                                  |
| Теренс Стэмп            | Малькольм Куинс, миллиардер                                        |
| Сиори Куцуна            | Сузи Накамура, бывшая невеста Чарльза, нынешняя невеста Малькольма |
| Дэвид Уолльямс          | Тобиас Куинс, сын Малькольма                                       |
| Эрик Гриффин            | Джимми Стерн                                                       |
| Джон Кани               | полковник Уленга, старый друг Малькольма                           |
| Оулавюр Дарри Оулафссон | Сергей Радженко, телохранитель полковника                          |
| Луис Херардо Мендес     | Хуан Карлос Ривера, гонщик Формулы 1                               |
| Дани Бун                | Лоран де ля Круа, главный инспектор французской полиции            |
| Адиль Ахтар             | махараджа Викрам Говиндан                                          |
| Суфе Брэдшоу            | Холли                                                              |
| Николь Рэндолл Джонсон  | Марисоль                                                           |
| Элен Кардона            | испанский диктор                                                   |
| Саймон Синн             | капитан Вонг                                                       |
| Виктор Турпин           | Лоренцо                                                            |
| Джеки Сэндлер           | стюардесса                                                         |
| Андреа Бендеуолд        | Клиент № 2                                                         |

## Съёмки фильма
Адам Сэндлер был одним из продюсеров фильма, а в числе исполнительных продюсеров упомянута не только Дженифер Энистон, но и Шарлиз Терон. Основные съёмки фильма начались 14 июня 2018 года в Монреале.
В конце июля 2018 года съёмки начались в разных местах Италии, включая Санта-Маргерита-Лигуре, озеро Комо и Милан.

## Приём
Согласно опубликованным Netflix данным в октябре 2019 года, фильм стал вторым среди самых просматриваемых фильмов и сериалов этого сервиса. С результатом в 73 млн зрителей картина уступила фильму «Птичий короб» (80 млн зрителей), но обошла телесериал «Очень странные дела» (64 млн). По данным на октябрь 2020 фильм имеет 73 млн. просмотров, и остается в списке самых просматриваемых фильмов за 2020 год и за всё время.

## Сиквел
В октябре 2019 года стало известно о начале работы над продолжением фильма, в котором Сэндлер и Энистон вновь вернутся к своим ролям. В августе 2021 года Джереми Гарелик был привлечён в качестве режиссёра, а съёмки прошли в Париже и на Карибских островах.